# Heinrich Jacob Goldschmidt
Pour les articles homonymes, voir Goldschmidt.
Heinrich Jacob Goldschmidt, aussi connu sous le nom de Heinrich Jakob Goldschmidt, né le 12 avril 1857 à Prague dans l'empire d'Autriche-Hongrie et mort le 20 septembre 1937 à Oslo en Norvège, est un chimiste juif autrichien ayant effectué la majorité de sa carrière en Norvège.

## Biographie
Il étudie la chimie à l'université Charles de Prague et a son doctorat en 1881. La même année, il devient professeur à l'École polytechnique fédérale de Zurich (EPFZ), où il travaille avec Viktor Meyer.
En 1888, naît son fils Victor Goldschmidt. Victor deviendra plus tard un minéralogiste de renom, fondateur de la géochimie moderne.
Après avoir travaillé à l'université d'Amsterdam avec Jacobus Henricus van 't Hoff en 1894 et 1895, Heinrich Goldschmidt devient professeur titulaire à l'EPFZ.
Il quitte l'EPFZ en 1901 pour l'université d'Oslo. Il y travaille jusqu'à sa retraite en 1929 à l'âge de 72 ans. En 1929, quand son fils Victor devient professeur de minéralogie à l'université de Göttingen, il s'y installe avec lui.
Mais les deux doivent quitter Göttingen à l'arrivée au pouvoir des nazis. Père et fils retournent à Oslo en 1935.
Heinrich Jacob Goldschmidt meurt à Oslo en 1937.

## Travaux en chimie
Il fait un important travail en chimie organique et en physico-chimie.
En chimie organique, on peut citer ses travaux sur les oximes, le groupe azo, les isocyanates aromatiques et les hydroxyles.
En physico-chimie, il travaille sur le phénomène de solubilité et les réactions catalytiques.
Il dépose le 19 mars 1917 un brevet sur un « procédé de production d'alumine alpha par frittage de boéhmite, faite à partir d'hydroxyde d'aluminium ».

### Sources
- (en) Cet article est partiellement ou en totalité issu de l’article de Wikipédia en anglais intitulé « Heinrich Jacob Goldschmidt » (voir la liste des auteurs).
- (de) A. Stock, « Sitzung am 11. Oktober 1937 », Berichte der deutschen chemischen Gesellschaft (A and B Series), vol. 70, no 11,‎ 1937, A147 (DOI 10.1002/cber.19370701124)
- (de) Karl Arndt, Gerhard Gottschalk, Rudolf Smend et Ruth Slenczka, Göttinger Gelehrte : die Akademie der Wissenschaften zu Göttingen in Bildnissen und Würdigungen 1751-2001, 2001, 428 p. (ISBN 978-3-89244-485-5, lire en ligne)
- (de) « Österreichisches Biographisches Lexikon: Heinrich Jacob Goldschmidt », Académie autrichienne des sciences (consulté le 25 juin 2013) [PDF]
- (no) « Heinrich J Goldschmidt », Norsk biografisk leksikon (consulté le 25 juin 2013)
- (sv) « Heinrich Go'ldschmidt », Projekt Runeberg (consulté le 25 juin 2013)

 : document utilisé comme source pour la rédaction de cet article.